# Kleidotoma gryphus
Kleidotoma gryphus är en stekelart som beskrevs av Thomson 1862. Kleidotoma gryphus ingår i släktet Kleidotoma, och familjen glattsteklar. Arten är reproducerande i Sverige.